# Confiteor
Confiteor (конфи́теор, от лат. confíteor — «исповедую») — краткая покаянная молитва, читаемая в Римско-католической церкви в начале мессы, а также в некоторых других случаях. Характерными особенностями данной молитвы является молитвенное обращение как к святым, так и к другим стоящим в храме молящимся, а также троекратное биение себя в грудь в знак покаяния, сопровождающее произнесение слов mea culpa.
Практика чтения Confíteor основана на восходящем к первым векам христианства понимании необходимости принесения покаяния перед совершением Евхаристической Жертвы. Сам текст покаянной молитвы с течением веков изменялся, пока не был закреплён в XVI веке в Миссале папы Пия V. В таком виде он читался до середины XX века (а католиками-традиционалистами читается до настоящего времени). В ходе литургической реформы папы Павла VI текст Confiteor и порядок его чтения были несколько изменены. В данной статье описывается как традиционная, так и современная практика.

## Дореформенная практика
Текст молитвы Confiteor в традиционном варианте:

Исповедую Богу Всемогущему, блаженной приснодеве Марии, блаженному Михаилу Архангелу, блаженному Иоанну Крестителю, святым Апостолам Петру и Павлу, всем святым, и вам, братья (и тебе, отче), что я согрешил много мыслью, словом и делом. Моя вина, моя вина, моя величайшая вина. Поэтому прошу блаженную приснодеву Марию, блаженного Михаила Архангела, блаженного Иоанна Крестителя, святых Апостолов Петра и Павла, всех святых и вас, братья (и тебя, отче), молитесь за меня Господу Богу нашему.
Оригинальный текст (лат.)Confíteor Deo omnipoténti, beátæ Maríæ semper Vírgini, beáto Michaéli Archángelo, beáto Joanni Baptístæ, sanctis Apóstolis Petro et Paulo, ómnibus Sanctis, et vobis, fratres (et tibi, pater), quia peccávi nimis cogitatióne, verbo et ópere: mea culpa, mea culpa, mea máxima culpa. Ideo precor beátam Maríam semper Vírginem, beátum Michaélem Archángelum, beátum Joánnem Baptístam, sanctos Apóstolos Petrum et Paulum, omnes Sanctos, et vos, fratres (et te, pater), oráre pro me ad Dóminum Deum nostrum.

Данная молитва читалась в начале мессы дважды в форме диалога между священником и (от имени всех собравшихся в храме) министрантом. Сначала священник читал Confiteor, а министрант отвечал:
Misereátur tui omnípotens Deus, et dimíssis peccátis tuis, perdúcat te ad vitam ætérnam. Amen («да помилует тебя Всемогущий Бог, и простив грехи твои, приведёт тебя к жизни вечной, аминь»).
Затем министрант читал Confiteor, добавляя к тексту молитвы et tibi, pater, а священник отвечал Misereátur, заменяя, соответственно, местоимение «ты» на «вы», то есть:
Misereátur vestri omnípotens Deus, et dimíssis peccátis vestris, perdúcat vos ad vitam ætérnam. Amen.
При произнесении слов mea culpa, mea culpa, mea máxima culpa читавшие трижды били себя в грудь. Это покаянный жест, восходящий ещё ко временам Ветхого Завета.
По прочтении последнего Misereátur священник читал особую разрешительную молитву:
Indulgéntiam, absolutiónem, et remissiónem peccatórum nostrórum tríbuat nobis omnípotens et miséricors Dóminus («прощение, разрешение и отпущение наших грехов да подаст нам Всемогущий и Милосердный Господь»).
Данная молитва относилась к разряду сакраменталий и не могла служить заменой Таинства Исповеди.
Помимо мессы, Confiteor читался по той же схеме на службах первого часа (Prima) и повечерия (Completorium), то есть, службах, которые начинали и заканчивали литургический день. При частном чтении данных служб Confiteor читался только один раз, без обращения et vobis, fratres. Также Confiteor читался единожды и в некоторых других случаях, например, ещё раз на Мессе перед причащением верных, в случае преподания Причастия вне мессы и в некоторых других.

## Современная практика
После литургической реформы был несколько изменён, среди прочего, также и текст Confiteor. В частности, были исключены упоминания большинства святых из числа упоминавшихся ранее, а к числу грехов добавился также et omissióne, то есть «(согрешил) упущением» (в русском богослужебном переводе «неисполнением долга»). Современный латинский текст молитвы выглядит так:
Confíteor Deo omnipoténti, et vobis, fratres, quia peccávi nimis cogitatióne, verbo, ópere, et omissióne: mea culpa, mea culpa, mea máxima culpa. Ideo precor beátam Maríam semper Vírginem, omnes angelos et sanctos et vos, fratres, oráre pro me ad Dóminum Deum nostrum.
На практике в большинстве приходов эта молитва, как всё остальное богослужение, читается обычно на национальных языках. Католической церковью в РФ используется следующий русский перевод:
«Исповедую перед Богом Всемогущим и перед вами, братья и сёстры, что я много согрешил мыслью, словом, делом и неисполнением долга: моя вина, моя вина, моя великая вина. Поэтому прошу Блаженную Приснодеву Марию, всех ангелов и святых и вас, братья и сёстры, молиться обо мне Господу Богу нашему».
Эта молитва читается только один раз, священником и народом вместе, после чего (священником от имени всех) читается Misereatur:
Misereatur nostri omnipotens Deus et, dimissis peccatis nostris, perducat nos ad vitam aeternam. Amen («да помилует нас Всемогущий Бог и, простив нам грехи наши, приведёт нас к жизни вечной. Аминь»).
Разрешительная молитва Indulgentiam не читается вовсе.
Приведённый здесь русский перевод практически соответствует латинскому оригиналу. Однако в некоторых других языках, в частности, западноевропейских, может использоваться более упрощённая форма. Например, текст Confiteor в английском языке:
I confess to almighty God, and to you, my brothers and sisters, that I have sinned through my own fault in my thoughts and in my words, in what I have done, and in what I have failed to do; and I ask blessed Mary, ever virgin, all the angels and saints, and you, my brothers and sisters, to pray for me to the Lord our God.
Или во французском:
Je confesse à Dieu tout-puissant, je reconnais devant mes frères, que j’ai péché en pensée, en parole, par action et par omission; oui, j’ai vraiment péché. C’est pourquoi je supplie la Vierge Marie, les anges et tous les saints, et vous aussi, mes frères, de prier pour moi le Seigneur notre Dieu.
Места для обряда «биения в грудь» в подобных редакциях уже не остаётся.
В некоторых случаях чтение Confiteor может заменяться другими покаянными формами. Например, в воскресные дни есть практика окропления верующих святой водой при пении стихов из 50-го псалма. Кроме того, сам чин мессы предусматривает возможность замены Confíteor иными покаянными молитвами, при этом покаянная молитва фактически соединяется со следующей частью мессы, Kyrie.
Помимо мессы, Confiteor может также читаться на повечерии, но тоже лишь как одна из возможных форм покаяния.

## Аналоги в иных богослужебных обрядах
Молитва Confiteor и весь покаянный чин в начале мессы являются частью комплекса молитв и священнодействий, предваряющих собственно евхаристию и обычно называемых Accessus ad altare. Аналогичные чины присутствуют в том или ином виде во всех ныне существующих богослужебных обрядах, некоторые из этих чинов являются прямым аналогом Confiteor .

### Ввизантийском обряде
В результате сложного развития византийских литургий Василия Великого и Иоанна Златоуста покаянная молитва священника оказалась в начале литургии верных и читается тайно (вполголоса) во время пения Херувимской песни. Текст этой молитвы одинаков для обеих литургий и известен, как минимум, с VI века , а её повсеместное распространение относится различными исследователями к периоду с VII по X века. Покаянное настроение этой молитвы соответствует римскому Confiteor: «Никтоже достоин от связавшихся плотскими похотьми и сластьми приходити, или приближитися, или служити Тебе, Царю славы…Тя убо молю, Единаго благаго и благопослушливаго: призри на мя, грешнаго и непотребнаго раба Твоего, и очисти мою душу и сердце от совести лукавыя…К Тебе бо прихожду, приклонь мою выю, и молю Ти ся, да не отвратиши лица Твоего от мене, ниже отринеши мене от отрок Твоих». После прочтения этой молитвы и, затем, Херувимской песни предстоятель и сослужащие ему священники кланяются друг другу, молящимся в алтаре и, при открытых царских вратах, всему народу, испрашивая прощения своих грехов.
Особенный покаянный чин совершается на вечернях Прощёного воскресения  и Великой среды (см. статьи Прощёное воскресенье и Великая среда).
Схожим с Confiteor является диалог священника со чтецом (Свящ.: «Простите и благословите, отцы братия…» — чтец: «Бог да простит тя, отче…»), произносимый в конце полунощницы и повечерия, а также, в некоторых случаях, непосредственно перед литургией (эта последняя практика сейчас сохранилась только в дониконовском обряде). При частном чтении полунощницы или повечерия этот диалог заменяется молитвой «Ослаби остави…»

### ВАнгликанской церкви
В ходе английской Реформации на основе римской мессы был создан специфический англиканский чин литургии. Томас Кранмер сохранил Confiteor, хотя текст его существенно изменился. В соответствии с действующей Книгой общих молитв 1662 года в составе англиканской литургии существуют два покаянных чина:
1. В начале литургии после коленопреклоненного чтения священником и народом Отче наш и неизменной коллекты священник последовательно возглашает народу десять заповедей, а коленопреклоненный народ отвечает после каждой заповеди: «Господи, помилуй нас и склони наши сердца к исполнению этого закона»[6]
2. Непосредственно перед анафорой:

- Священник и народ преклоняют колена и читают молитву общего покаяния: «Всемогущий Боже, Отче Господа нашего Иисуса Христа, Творец всего сущего, Судья всех людей! Исповедуем и оплакиваем наши бесчисленные грехи и беззакония, соделанные нами во всякое время мыслью, словом и делом против Твоего Божественного величия, вызывающие на нас Твои справедливые гнев и негодование. Мы искренне раскаиваемся и всем сердцем скорбим о наших беззакониях; мы печалимся, воспоминая о них, и не можем понести их невыносимое бремя. Помилуй нас, помилуй нас, Милосерднейший Отче, ради Сына Твоего Господа нашего Иисуса Христа. Прости нам прежде соделанное нами и даруй нам всегда служить и благоугождать Тебе в обновлённой жизни, к чести и славе Твоего имени. Через Господа нашего Иисуса Христа»[7]
- Священник читает над причастниками молитву отпущения грехов: «Всемогущий Бог, наш небесный Отец, по Своей великой милости обещавший прощение грехов всем, с сердечным покаянием и истинной верой обратившимся к Нему, да помилует вас, да простит и отпустит вам все грехи, утвердит и укрепит вас в ваших добродетелях, и введёт вас в жизнь вечную через Христа Господа нашего»[8]

## Влияние на светскую культуру
В светскую культуру от молитвы Confiteor вошло выражение Mea culpa, как знак признания своей вины. Его можно встретить, в частности, в произведениях Ф. М. Достоевского, Джона Бойда («Последний звездолёт с Земли») и др.